# 50 Cent
Curtis James Jackson, színpadi nevén 50 Cent (ejtsd: fifti szent) (New York, South Jamaica, Queens, 1975. július 6. –) Primetime Emmy- és Grammy-díjas amerikai rapper és színész. 2000-ben megjelent a Power Of The Dollar című albuma, amit csak kalózlemezként adtak ki. A 2003-as Get Rich Or Die Tryin' és a 2005-ös The Massacre sikeres lemez és platinalemezek lettek.

## Élete
50 cent (200Ft) a South Jamaicában, Queens környékén, New Yorkban nőtt fel, apa nélkül. Anyja, Sabrina nevelte fel, aki 15 évesen szülte meg őt. Anyját 1983-ban meggyilkolták. Sabrina kokainkereskedő volt. 23 éves korában eszméletét vesztette, mert valaki gyógyszert tett az italába. Ott hagyták a lakásában, bezárták az ablakokat és gázt nyitottak rá.
Anyja halála után Jackson a nagyszülei házába költözött, ahol már nyolc nagynénje és nagybácsija is élt. Így emlékezett vissza: "A nagymamám azt mondta nekem, 'Az anyád nem jön haza többé. Nem jön, hogy elvigyen. Mostantól itt élsz, velünk.' Ekkor kezdtem el alkalmazkodni az utcához."
50 Cent 12 évesen kezdte a drogdílerkedést az 1984–1990 közötti amerikai crack-láz idején. Miután kiszállt a kábítószerüzletből a zenei karrier kedvéért, 2000-ben meglőtték, 9 golyó találta el, de túlélte. A Guess Who's Back? c. albumának megjelenésekor az akkor már népszerű Eminem felfedezte őt, és elősegítette szerződését az Interscope Records-szal. Eminem és Dr. Dre (aki első sikeres alkotásainak producere volt) segítségével a világ legnépszerűbb rappereinek egyikévé vált. 2003-ban megalapította a G-Unit Records lemezkiadót, ami számos sikeres rapperrel működött együtt a későbbiekben, köztük Young Buck, Lloyd Banks és Tony Yayo lemezeit adta ki.
50 Cent és néhány más rapper közt rossz vagy rossz volt a viszony, ezek közt van Ja Rule, Rick Ross, Game és Fat Joe.
Színészi karriert is épített, 2005-ben szerepelt a félig-meddig önéletrajzi Get Rich or Die Tryin c. filmben, az iraki háborúról szóló Home of the Brave c. filmben 2006-ban és a Righteous Kill-ben 2008-ban, azóta pedig rendszeresen feltűnik nagyszabású filmekben.
A Forbes magazin a 4. legvagyonosabb rappernek becsülte 2017-ben 700 millió dollár vagyonával.
Magánvállalkozásai is vannak, mint például a Coca-Cola által gyártott vitaminwater, Lechemin Du Roi pezsgőmárkája vagy az edzéshez szükséges energiaitala amelynek bevételéből 200 millió dollárt adományozott afrikai rászorulóknak, ezzel a legtöbbet adományozva a hiphop történelmében.

## Filmográfia

### Film
| Év   | Magyar cím                                         | Eredeti cím                        | Szerep                  | Magyar hang           |
| ---- | -------------------------------------------------- | ---------------------------------- | ----------------------- | --------------------- |
| 2005 | Pénzed vagy életed                                 | Get Rich or Die Tryin'             | Marcus Greer            | Papp Dániel           |
| 2006 | A bátrak háza                                      | Home of the Brave                  | Jamal Aiken             | Láng Balázs           |
| 2008 | A törvény gyilkosa                                 | Righteous Kill                     | Marcus "Spider" Smith   | Barabás Kiss Zoltán   |
| 2009 | A vér utcái                                        | Streets of Blood                   | Stan Johnson nyomozó    | Láng Balázs           |
| 2009 |                                                    | Dead Man Running                   | Thigo                   |                       |
| 2009 |                                                    | Before I Self Destruct             | Clarence Jenkins        |                       |
| 2010 | 12 – A romlás napjai                               | Twelve                             | Lionel                  | Bognár Tamás          |
| 2010 | A 13-as                                            | 13                                 | Jimmy                   | Élő Balázs            |
| 2010 |                                                    | Caught in the Crossfire            | Tino                    |                       |
| 2010 |                                                    | Gun                                | Rich                    |                       |
| 2010 | Ébredj velünk                                      | Morning Glory                      | önmaga                  | Papp Dániel           |
| 2011 |                                                    | All Things Fall Apart              | Deon Barnes             |                       |
| 2011 | Vérbosszú                                          | Blood Out                          | Hardwick nyomozó        | Schneider Zoltán      |
| 2011 | Felültetve                                         | Setup                              | Sonny                   | Kolovratnik Krisztián |
| 2012 | Szabadúszók                                        | Freelancers                        | Jonas Maldonado nyomozó | Csőre Gábor           |
| 2012 | Tüzes bosszú                                       | Fire with Fire                     | Lamar                   | Barabás Kiss Zoltán   |
| 2013 | Dermesztő rémület                                  | The Frozen Ground                  | Clate Johnson strici    |                       |
| 2013 | Szupercella                                        | Escape Plan                        | Hush                    | Barabás Kiss Zoltán   |
| 2013 | Last Vegas                                         | Last Vegas                         | önmaga                  | Szabó Máté            |
| 2014 |                                                    | Vengeance                          | Black                   |                       |
| 2014 | A herceg                                           | The Prince                         | A gyógyszerész          | Bognár Tamás          |
| 2015 | A kém                                              | Spy                                | önmaga                  | Galambos Péter        |
| 2015 | Mélyütés                                           | Southpaw                           | Jordan Mains            | Barabás Kiss Zoltán   |
| 2016 | Popsztár: Soha ne állj le (a soha le nem állással) | Popstar: Never Stop Never Stopping | önmaga                  | Pál Tamás             |
| 2018 | Gengszterzsaruk                                    | Den of Thieves                     | Levi Enson Levoux       | Barabás Kiss Zoltán   |
| 2018 | Szupercella 2. – Hades                             | Escape Plan 2: Hades               | Hush                    | Barabás Kiss Zoltán   |
| 2019 | Szupercella 3. – Az ördögverem                     | Escape Plan: The Extractors        | Hush                    | Barabás Kiss Zoltán   |
| 2023 | Feláldozh4tók                                      | Expend4bles                        | Easy Day                | Barabás Kiss Zoltán   |
| 2024 | Csonttemető                                        | Boneyard                           | Carter ügynök           | Galambos Péter        |

### Televízió
| Év         | Magyar cím               | Eredeti cím                            | Szerep          | Megjegyzések   |
| ---------- | ------------------------ | -------------------------------------- | --------------- | -------------- |
| 2003       |                          | Fromage 2003                           | önmaga          | tévéfilm       |
| 2003–2004  |                          | The Howard Stern Show                  | önmaga          | 3 epizód       |
| 2003–2014  |                          | Jimmy Kimmel Live!                     | önmaga          | 10 epizód      |
| 2005       | A Simpson család         | The Simpsons                           | önmaga (hangja) | 1 epizód       |
| 2005       |                          | Brain Fart                             | önmaga          | tévéfilm       |
| 2005, 2007 |                          | Late Show with David Letterman         | önmaga          | 2 epizód       |
| 2005–2008  |                          | Late Night with Conan O'Brien          | önmaga          | 3 epizód       |
| 2005, 2010 |                          | The View                               | önmaga          | 2 epizód       |
| 2006       |                          | Flavor of Love                         | önmaga          | különkiadás    |
| 2006       |                          | Forbes Celebrity 100: Who Made Bank?   | önmaga          | tévéfilm       |
| 2006       |                          | Last Call with Carson Daly             | önmaga          | 2 epizód       |
| 2007       |                          | Diary                                  | önmaga          | 1 epizód       |
| 2007       | Topmodell leszek!        | America's Next Top Model               | önmaga          | 1 epizód       |
| 2007, 2010 |                          | The Late Late Show with Craig Ferguson | önmaga          | 2 epizód       |
| 2007, 2013 |                          | MTV Cribs                              | önmaga          | 2 epizód       |
| 2008–2009  | 50 Cent: Pénz és hatalom | 50 Cent: The Money and the Power       | önmaga          | főszereplő     |
| 2008–2009  |                          | The Tyra Banks Show                    | önmaga          | 2 epizód       |
| 2009       | Törtetők                 | Entourage                              | önmaga          | 1 epizód       |
| 2009       |                          | The Tonight Show with Conan O'Brien    | önmaga          | 1 epizód       |
| 2009       |                          | Party Monsters Cabo                    | önmaga          | 1 epizód       |
| 2009       |                          | The Graham Norton Show                 | önmaga          | 1 epizód       |
| 2009–2010  |                          | The Tonight Show Starring Jimmy Fallon | önmaga          | 2 epizód       |
| 2009–2013  |                          | Rachael Ray                            | önmaga          | 3 epizód       |
| 2009, 2014 |                          | Chelsea Lately                         | önmaga          | 2 epizód       |
| 2011       |                          | George Lopez                           | önmaga          | 1 epizód       |
| 2011       |                          | Conan                                  | önmaga          | 1 epizód       |
| 2011       |                          | The X Factor                           | önmaga          | 1 epizód       |
| 2012       | Csont nélkül             | The Equalizer                          | Nagy Glade      | 1 epizód       |
| 2012       |                          | Dream Machines                         | önmaga          | 2 epizód       |
| 2013       | Robotcsirke              | Robot Chicken                          | önmaga (hangja) | 1 epizód       |
| 2013       |                          | Katie                                  | önmaga          | 1 epizód       |
| 2013–2014  |                          | Dream School                           | önmaga          | 2 epizód       |
| 2014–2020  |                          | Power                                  | Kanan           | főszereplő     |
| 2014       |                          | The Today Show                         | önmaga          | 1 epizód       |
| 2020–2021  | Életfogytig ügyvéd       | For Life                               | Cassius Dawkins | mellékszereplő |

## Diszkográfia
| Év   | Cím                                                                                      | Toplista helyezés | Toplista helyezés | Toplista helyezés | Toplista helyezés | Toplista helyezés | Toplista helyezés | Státusz | Eladások                          |
| Év   | Cím                                                                                      | U.S.              | UK                | GER               | FRA               | CAN               | AUS               | Státusz | Eladások                          |
| ---- | ---------------------------------------------------------------------------------------- | ----------------- | ----------------- | ----------------- | ----------------- | ----------------- | ----------------- | --- | --------------------------------- |
| 2003 | Get Rich or Die Tryin’ - Kiadás: 2003. február 6. - Kiadó: Shady, Aftermath, Interscope  | 1                 | 2                 | 4                 | 12                | 1                 | 4                 | - US: 6× Platinum - AUS: 2× Platinum - CAN: 6× Platinum - FRA: Gold - GER: Gold - IRE: Platinum - NOR: Gold - SWI: Platinum - RUS: 3× Platinum - UK: 3× Platinum | - US: 7,9 millió - WW: 12 millió  |
| 2005 | The Massacre - Kiadás: 2005. március 3. - Kiadó: Shady, Aftermath, Interscope            | 1                 | 1                 | 1                 | 4                 | 1                 | 2                 | - US: 5× Platinum - AUS: Platinum - CAN: 3× Platinum - FRA: Gold - GER: Platinum - IRE: 2× Platinum - SWI: Platinum - RUS: 3× Platinum - UK: 2× Platinum         | - US: 5 millió - WW: 10 millió    |
| 2007 | Curtis - Kiadás: 2007. szeptember 11. - Kiadó: Shady, Aftermath, Interscope              | 2                 | 2                 | 2                 | 3                 | 2                 | 1                 | - AUS: Gold - AUT: Gold - FRA: Gold - GER: Gold - IRE: Platinum - RUS: 3× Platinum                                                                               | - US: 1,3 millió - WW: 2,5 millió |
| 2009 | Before I Self Destruct - Kiadás: 2009. november 9. - Kiadó: Shady, Aftermath, Interscope | 5                 | 22                | 36                | 15                | 11                | 19                | - US: Gold | - US: 500,000 - WW: 600,000       |